# 凯尔·哈珀
凯尔·哈珀（1979年12月29日—）是一位美国历史学家，奧克拉荷馬大學教授，专攻希腊罗马时期的历史，主要作品有《罗马的命运：气候、疾病和帝国的终结》（The Fate of Rome: Climate, Disease, and the End of an Empire，获2020年文津图书奖）等。